# کراون اکوئیپمنت کورپوریشن
کِراون اکوئیپمنت کورپوریشن (به انگلیسی: Crown Equipment Corporation) یک شرکت آمریکایی می‌باشد که پنجمین تولیدکننده بزرگ لیفتراک‌های صنعتی در جهان است. کِرَون در سال مالی ۲۰۱۷، دارای درآمد فروش جهانی ۳٫۰۸ میلیارد دلار بود. کِرَون حداقل ده بار در فهرست فوربس بزرگترین شرکت‌های خصوصی در ایالات متحده ظاهر شده‌است. در سال ۲۰۱۸، این شرکت در رتبه ۱۴۷ قرار گرفت.